# املیا پیچینی
املیا پیچینی (انگلیسی: Amelia Piccinini; ۱۷ ژانویهٔ ۱۹۱۷ – ۳ آوریل ۱۹۷۹) ورزشکار دو و میدانی اهل ایتالیا بود.